# RPG-7

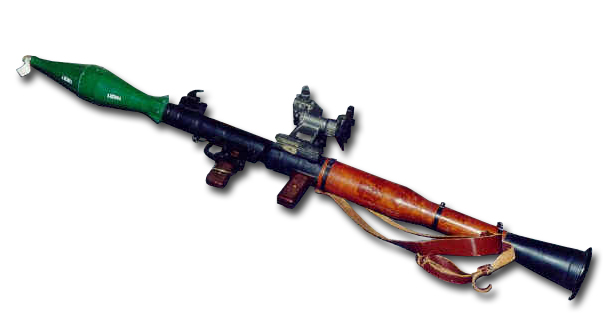
Een RPG-7

De RPG-7 is een op veel plaatsen geproduceerde en veel gebruikte draagbare raketwerper die bedoeld is tegen tanks. Het wapen is ontworpen door de Sovjet-Unie. Een veelvoorkomend misverstand is dat de afkorting "RPG" zou staan voor het Engelse Rocket Propelled Grenade. De naam is echter afgeleid van de Russische naam РПГ-7, dat staat voor ручной противотанковый гранатомёт, Ruchnoij Protivotankoviij Granatomet, "draagbare antitankgranaatwerper".
De granaatwerper is gemaakt rondom een simpele stalen buis die 40 mm in diameter is, 95,3 cm lang is en zo'n 7 kg weegt. Het midden is in hout verpakt om de schutter te beschermen tegen de hitte en het einde loopt uit zodat de gebruiker tegen de schok wordt beschermd en de terugslag verminderd wordt. Richten gebeurt gewoonlijk op het oog door een vizier, maar ook infrarood- en nachtzichtvizieren kunnen gebruikt worden.
Zoals bij meer soortgelijke wapens steekt de granaat uit de buis. De granaat is groter dan een handgranaat (70 tot 85 mm in diameter) en weegt tussen de 2,5 en 4,5 kg. De kop wordt eerst door buskruit uit de buis geschoten met een snelheid van 115 m/s. De schietbuis functioneert daarbij dus als een terugslagloos kanon. Daarna wordt echter de raketmotor tot ontbranding gebracht. De granaat kan tot 1100 meter ver vliegen. Accuraat vuren is echter moeilijk bij een afstand groter dan 300 m en met de RPG-7 geldt dat een kleinere afstand altijd beter is, anders dan bij geleide antitankraketten die een bepaalde minimumafstand nodig hebben voordat ze onder controle gebracht kunnen worden.
De RPG-7 kan verschillende granaten afvuren; er zijn speciale projectielen beschikbaar tegen tanks (met een holle lading) evenals tegen infanterie (met een brisantgranaat).

## Typen
- kaliber:  40 mm
- Gewicht:  7 kg
- Lengte:  95 cm
- PG-7V:
  - Gevechtskop:  Holle lading
  - Gewicht:  2,2 kg
  - Diameter:  85 mm
  - Penetratie:  260 mm
- PG-7VM:
  - Gevechtskop:  Holle lading
  - Gewicht:  2,0 kg
  - Diameter:  70 mm
  - Penetratie:  300 mm
- PG-7VS1:
  - Gevechtskop:  Holle lading
  - Gewicht:  2,0 kg
  - Diameter:  72 mm
  - Penetratie:  360 mm
- PG-7VS:
  - Gevechtskop:  Holle lading
  - Gewicht:  2,0 kg
  - Diameter:  72 mm
  - Penetratie:  400 mm
- PG-7VL:
  - Gevechtskop:  Holle lading
  - Gewicht:  2,6 kg
  - Diameter:  93 mm
  - Penetratie:  500 mm
- PG-7VR:
  - Gevechtskop:  Tandem Holle lading
  - Gewicht:  4,5 kg
  - Diameter:  64 + 105 mm (tandem)
  - Penetratie:  600 mm na reactief pantser
- OG-7V:
  - Gevechtskop:  Brisantgranaat
  - Gewicht:  2 kg
  - Diameter:  40 mm
  - Dodelijk bereik:  150 m
- TBG-7V:
  - Gevechtskop:  enkelvoudig thermobarisch
  - Gewicht:  4,5 kg
  - Diameter:  105 mm
  - Dodelijk bereik:  8 m
  - Penetratie:  150 tot 480 mm